# Témeni
Témeni är en ort i Grekland.   Den ligger i prefekturen Nomós Achaḯas och regionen Västra Grekland, i den centrala delen av landet, 140 km väster om huvudstaden Aten. Témeni ligger 22 meter över havet och antalet invånare är 1 125.
Terrängen runt Témeni är varierad. Havet är nära Témeni åt nordost. Runt Témeni är det ganska glesbefolkat, med 47 invånare per kvadratkilometer. Närmaste större samhälle är Aígio, 3,5 km nordväst om Témeni. 